# Природно-заповідний фонд Полтавського району
Природно-заповідний фонд Полтавського району становить 14 об'єктів ПЗФ: 6 заказників, 6 пам'яток природи, 1 заповідне урочище та 1 парк-пам'ятку садово-паркового мистецтва. З них 1 — загальнодержавного значення (ландшафтний заказник «Вільхівщинський»). Загальна площа ПЗФ — 1420,19 га.

## Об'єкти

### Природні об'єкти

#### Заказники
| Назва об'єкта     | Тип, категорія       | Рік створення | Площа (га) | Місцезнаходження                                                       | Зображення |
| ----------------- | -------------------- | ------------- | ---------- | ---------------------------------------------------------------------- | ---------- |
| «Вільхівщинський» | Заказник ландшафтний | 1980          | 1030       | с. Вільхівщина, с. Василівка                                           |            |
| «Воронянський»    | Заказник ботанічний  | 1993          | 35,6       | с. Ворони, Руднянське лісництво, кв. 23 вид. 5, кв. 27 вид. 1, 2, 4    |            |
| «Кротенківський»  | Заказник ландшафтний | 1994          | 28,5       | с. Кротенки, Диканське лісництво, кв. 2 вид. 12, 15                    |            |
| «Рожаївський»     | Заказник ботанічний  | 2000          | 14         | с. Рожаївка                                                            |            |
| «Розсошенський»   | Заказник ботанічний  | 1982          | 15,7       | с. Пожарна Балка, Розсошенське лісництво, кв. 56 вид. 5, кв. 57 вид. 2 |            |
| «Руднянський»     | Заказник ботанічний  | 1993          | 14,2       | Руднянське лісництво, кв. 31 вид. 6-8, кв. 32 вид. 2                   |            |

#### Пам'ятки природи
| Назва об'єкта             | Тип, категорія                | Рік створення | Площа (га) | Місцезнаходження                              | Зображення |
| ------------------------- | ----------------------------- | ------------- | ---------- | --------------------------------------------- | ---------- |
| «Дуб черешчатий»          | Пам'ятка природи ботанічна    | 1992          | 0,05       | с. Розсошенці, біля а/д Полтава — Кременчук   |            |
| «Дубовий гай»             | Пам'ятка природи ботанічна    | 1979          | 1,5/30     | с. Горбанівка                                 |            |
| «Зарості цибулі ведмежої» | Пам'ятка природи ботанічна    | 1979          | 0,5        | Розсошенське лісництво, кв. 9 вид. 3          |            |
| «Козацькі дуби»           | Пам'ятка природи ботанічна    | 1969          | 0,04/2     | Розсошенське лісництво, кв. 7 вид. 11         |            |
| «Криниця Петра І»         | Пам'ятка природи гідрологічна | 1979          | 0,2        | с. Новоселівка                                |            |
| Урочище «Триби»           | Пам'ятка природи ботанічна    | 1979          | 5          | с. Микільське, Чалівське лісництво, кв. 45-48 |            |

#### Заповідне урочище
| Назва об'єкта | Тип, категорія    | Рік створення | Площа (га) | Місцезнаходження                      | Зображення |
| ------------- | ----------------- | ------------- | ---------- | ------------------------------------- | ---------- |
| «Вільшане»    | Заповідне урочище | 1979          | 258        | Розсошинське лісництво, кв. 15-20, 23 |            |

### Штучно створені об'єкти

#### Парк-пам'ятка садово-паркового мистецтва
| Назва об'єкта  | Тип, категорія                           | Рік створення | Площа (га) | Місцезнаходження | Зображення |
| -------------- | ---------------------------------------- | ------------- | ---------- | ---------------- | ---------- |
| «Куликівський» | Парк-пам'ятка садово-паркового мистецтва | 2000          | 16,9       | с. Коломацьке    |            |